# Dibunus
Dibunus is een geslacht van hooiwagens uit de familie Epedanidae. De wetenschappelijke naam Dibunus is voor het eerst geldig gepubliceerd door Loman in 1906. 

## Soorten
Dibunus omvat de volgende 13 soorten:
- Dibunus albitarsus
- Dibunus bakeri
- Dibunus chapmani
- Dibunus dividuus
- Dibunus ferrugineus
- Dibunus gracilis
- Dibunus lagunae
- Dibunus longipalpis
- Dibunus maculatipes
- Dibunus marianae
- Dibunus pseudobiantes
- Dibunus similis
- Dibunus transitorius